# Jan Paul van Hecke
Jean Paul van Hecke (Arnemuiden, 8 giugno 2000) è un calciatore olandese, difensore del Brighton e della nazionale olandese.

## Caratteristiche tecniche
È un difensore centrale forte fisicamente, abile nei contrasti e nel leggere le trame di gioco avversarie grazie alla sua intelligenza tattica. Si distingue anche per la cattiveria agonistica e la buona concentrazione con cui scende in campo durante le partite.

## Carriera

### Club

#### Inizi: NAC Breda, Brighton e presititi
Cresciuto nel settore giovanile del NAC Breda, nel 2019 è stato promosso in prima squadra debuttando in Eerste Divisie in occasione dell'incontro vinto 5-1 contro l'Helmond Sport.
Il 10 settembre 2020 è stato acquistato a titolo definitivo dal Brighton, che otto giorni più tardi lo ha prestato all'Heerenveen fino al termine della stagione.
Il 29 agosto 2021 viene ceduto nuovamente in prestito, questa volta al Blackburn. L'11 dicembre seguente realizza il suo primo gol per il club, oltreché in Championship, nel successo in trasferta contro il Bournemouth (0-2). Quella è stata la sua unica rete con i Rovers con cui ha disputato 31 partite fornendo un buon rendimento.

#### Ritorno al Brighton
Terminato il prestito al Blackburn fa ritorno al Brighton, con cui fa il suo esordio il 24 agosto 2022 nel successo per 0-3 in Carabao Cup contro il Forest Green. Tre giorni dopo invece ha esordito in Premier League nel successo contro il Leeds Utd (1-0). Il 21 gennaio 2023 parte per la prima volta da titolare con i Seagulls nella sfida pareggiata 2-2 in casa del Leicester City.
Nonostante il poco spazio trovato coi biancoblù il 13 luglio 2023 rinnova il proprio contratto con il club inglese.
Nel 2023-2024 ha trovato maggiore spazio in squadra fornendo buone prestazioni e venendo pure elogiato dal suo allenatore Roberto De Zerbi.

### Nazionale
Nel marzo 2022 è stato convocato per la prima volta dalla nazionale olandese Under-21, con cui ha esordito il 3 giugno del medesimo anno nel successo per 0-3 in trasferta contro i pari età della Moldavia.
Il 16 agosto 2024 viene convocato per la prima volta in nazionale maggiore; inizialmente tagliato, il 2 settembre seguente viene reinserito nella lista per sostituire l'infortunato Micky van de Ven. Otto giorni dopo esordisce coi Paesi Bassi nella sfida pareggiata 2-2 in Nations League contro la Germania.

## Statistiche

### Cronologia presenze e reti in nazionale
| Cronologia completa delle presenze e delle reti in nazionale ― Paesi Bassi | Cronologia completa delle presenze e delle reti in nazionale ― Paesi Bassi | Cronologia completa delle presenze e delle reti in nazionale ― Paesi Bassi | Cronologia completa delle presenze e delle reti in nazionale ― Paesi Bassi | Cronologia completa delle presenze e delle reti in nazionale ― Paesi Bassi | Cronologia completa delle presenze e delle reti in nazionale ― Paesi Bassi | Cronologia completa delle presenze e delle reti in nazionale ― Paesi Bassi | Cronologia completa delle presenze e delle reti in nazionale ― Paesi Bassi |
| Data                                                                       | Città                                                                      | In casa                                                                    | Risultato                                                                  | Ospiti                                                                     | Competizione                                                               | Reti                                                                       | Note                                                                       |
| -------------------------------------------------------------------------- | -------------------------------------------------------------------------- | -------------------------------------------------------------------------- | -------------------------------------------------------------------------- | -------------------------------------------------------------------------- | -------------------------------------------------------------------------- | -------------------------------------------------------------------------- | -------------------------------------------------------------------------- |
| 10-9-2024                                                                  | Amsterdam                                                                  | Paesi Bassi                                                                | 2 – 2                                                                      | Germania                                                                   | UEFA Nations League 2024-2025 - 1º turno                                   | -                                                                          | 46’                                                                        |
| 16-11-2024                                                                 | Amsterdam                                                                  | Paesi Bassi                                                                | 4 – 0                                                                      | Ungheria                                                                   | UEFA Nations League 2024-2025 - 1º turno                                   | -                                                                          |                                                                            |
| 20-3-2025                                                                  | Rotterdam                                                                  | Paesi Bassi                                                                | 2 – 2                                                                      | Spagna                                                                     | UEFA Nations League 2024-2025 - Quarti di finale                           | -                                                                          |                                                                            |
| 23-3-2025                                                                  | Valencia                                                                   | Spagna                                                                     | 3 – 3 dts (5 – 4 dtr)                                                      | Paesi Bassi                                                                | UEFA Nations League 2024-2025 - Quarti di finale                           | -                                                                          |                                                                            |
| 7-6-2025                                                                   | Helsinki                                                                   | Finlandia                                                                  | 0 – 2                                                                      | Paesi Bassi                                                                | Qual. Mondiali 2026                                                        | -                                                                          | 28’ 46’                                                                    |
| Totale                                                                     |                                                                            | Presenze                                                                   | 5                                                                          |                                                                            | Reti                                                                       | 0                                                                          |                                                                            |